# Limnetron debile
Limnetron debile là loài chuồn chuồn trong họ Aeshnidae. Loài này được Karsch mô tả khoa học đầu tiên năm 1891.